# Eutropis bibronii
Eutropis bibronii är en ödleart som beskrevs av  Gray 1839. Eutropis bibronii ingår i släktet Eutropis och familjen skinkar. IUCN kategoriserar arten globalt som otillräckligt studerad. Inga underarter finns listade i Catalogue of Life.